# Opalia gruveli
Opalia gruveli is een slakkensoort uit de familie van de Epitoniidae. De wetenschappelijke naam van de soort is voor het eerst geldig gepubliceerd door de Boury.